# Hội đồng Tối cao nước Cộng hòa Latvia
Hội đồng Tối cao nước Cộng hòa Latvia là quốc hội chuyển tiếp của Latvia 1990-1993, sau khi khôi phục độc lập. Hội đồng tối cao được bầu vào ngày 18 tháng 3 năm 1990 với tư cách là Xô Viết tối cao của Cộng hòa Xã hội chủ nghĩa Xô viết Latvia. Vào ngày 4 tháng 5 năm 1990, Hội đồng tuyên bố khôi phục nền độc lập của Latvia và bắt đầu giai đoạn chuyển tiếp kéo dài cho đến phiên đầu tiên của Saeima thứ năm vào ngày 6 tháng 7 năm 1993. Độc lập được khôi phục hoàn toàn vào ngày 21 tháng 8 năm 1991 trong cuộc đảo chính Liên Xô.
.